# فهد بن بدر بن عبد العزيز آل سعود
فهد بن بدر بن عبد العزيز آل سعود أمير منطقة الجوف سابقًا وهو الأمير الثاني عشر لها. تسلم المنصب خلفًا للأمير عبد الإله بن عبد العزيز آل سعود الذي عين أميرًا للمنطقة في العام 1419هـ، علمًا بأن الأمير فهد بن بدر كان يشغل منصب نائب أمير المنطقة قبل تعيينه.

## أسرته

### زوجته
- الأميرة سارة بنت عبد الله بن عبد العزيز آل سعود. وهي ابنة الملك عبد الله بن عبد العزيز آل سعود السادسة والدتها هي حصة بنت طراد الشعلان.

### أبناؤه
- محمد بن فهد بن بدر بن عبد العزيز آل سعود. متزوج من الأميرة العنود بنت سعود بن عبدالله آل سعود
- نورة بنت فهد بن بدر بن عبد العزيز آل سعود. متزوجة من الأمير عبد الإله بن سلطان بن عبد العزيز آل سعود
- طلال بن فهد بن بدر بن عبد العزيز آل سعود.
- هيا بنت فهد بن بدر بن عبد العزيز آل سعود.
- نوف بنت فهد بن بدر بن عبد العزيز آل سعود.